# مارگاریت یسائیان
مارگاریت هنریکی یسائیان (Մարգարիտ Հենրիկի Եսայան؛ زادهٔ ۲۴ اکتبر ۱۹۵۸) یک سیاستمدار اهل ارمنستان است که از تاریخ ۲۰۱۲ تا تاریخ ۲۰۱۸ سمت نمایندگی دوره‌های پنجم و ششم مجلس ملی جمهوری ارمنستان را برعهده داشت.

## زندگی‌نامه
در ۲۴ اکتبر ۱۹۵۸ در ایروان به دنیا آمد و از دانشگاه دولتی ایروان فارغ‌التحصیل شد. وی همچنین برنده مدال قدردانی (۲۰۱۷) شده‌است.